# Crossplay
Crossplay er cosplay, hvor en person er klædt ud som en fiktiv person af det modsatte køn. Crossplay stammer oprindelig fra manga- og animetræf, men ligesom cosplay kan det også forekomme indenfor andre former for fiktion, for eksempel amerikanske superhelte.
Ordet crossplay er en sammentrækning af crossdressing, der betyder at klæde sig som det modsatte køn, og cosplay, der betyder udklædning som en fiktiv person.

## Kvinder som mænd
I de fleste lande, hvor der findes cosplayere, er kvinder der crossplayer som mænd væsentligt mere almindelige end det modsatte af en række sociale og kulturelle årsager. Mange eller de fleste kvinder der crossplayer gør det af de samme årsager, som hvis de ville cosplaye. De kan lide figuren og/eller kostumet og ønsker at repræsentere denne. I Japan dominerer kvinder generelt cosplay i antal og portrætterer et bredt udvalg af figurer uanset køn. Mere praktisk gælder at bishounen (godt udseende mænd) gengives på en måde i manga og anime, der gør at det anses for lettere for en kvinde at crossplaye som bishounen end som en mandlig figur fra en vestlig serie.

## Mænd som kvinder
Mænd der crossplayer som kvinder er mere almindelige udenfor Japan. I Amerika var det således oprindeligt populært for mænd der crossplayede at gøre det som figurer fra serien Sailor Moon, hvilket skabte en "komisk effekt og social overfladiskhed." Da de fleste kostumer fra serien imidlertid bestod af kropsnære toppe og usandsynligt korte nederdele førte det til en negativ stereotyp, der stadig forekommer både blandt fans og udenfor: det af en overvægtig sailor-kriger med hår på benene. Denne ekstremt nedsættende stereotyp er blevet parodieret jævnligt, nogle gange bevidst ironisk. "Sailor Bubba" og Man-Faye er kendte eksempler på det. Det er dog ikke alle, der kan se det morsomme i det. Mange japanske cosplaybegivenheder forbyder således mænd (men ikke kvinder) at crossplaye, da det ellers netop vil tiltrække stereotype uattraktive mænd klædt som kvinder.
Efterhånden er der dog set stadig flere mandlige crossplayere, der lægger store forberedelser og anstrengelser i at skabe en kvindelig personlighed. Nogle mænd og især teenagere er således i stand til at skabe et slående billede af kvindelighed, der kan narre intetanende tilstedeværende.
Mænd der crossplayer som kvinder kan typisk inddeles i to grupper: dem der leger med kønnene og dem der forsøger at gå for kvinder. Den stærke kontrast mellem de to grupper skyldes primært den sociale kontekst, der ligger i når mænd klæder sig som kvinder. For de fleste mænd gælder, at det at have kvindetøj ikke er noget, der skal tages let på, og derfor vælger de fleste crossplayere enten at gøre det humoristisk, hvor de bevidst ikke skal gå for kvinder, eller modsat som forklædning hvor de netop forsøger at gå for kvinder.

## Varianter
Indimellem ses eksempler på folk der crossplayer som en figur der crossdresser, for eksempel piger der crossplayer som mandlige figurer der er forklædt som piger. Et eksempel på det er manga- og animeserien Black Butler, hvor hovedpersonen, drengen Ciel Phantomhive, på et tidspunkt bliver forklædt som pige i lyserød balkjole, hvilket flere rigtige piger har taget til sig.
En anden variant forekommer jævnligt ved animegao kigurumi, hvor en cosplayer udover det egentlige kostume er iført en bodysuit og maske, der fuldstændig dækker dem. Det er oftest mænd der benytter sig af den slags, men de gengiver gerne kvindelige figurer, som de ellers ville have svært ved at ligne.